# Liste der Mitglieder der Deutschen Akademie der Naturforscher Leopoldina/1704
Die Liste der Mitglieder der Deutschen Akademie der Naturforscher Leopoldina für 1704 enthält alle Personen, die im Jahr 1704 zum Mitglied ernannt wurden. Insgesamt gab es sieben neu gewählte Mitglieder.

## Mitglieder
| Nr. | Name                            | Beiname       | Geboren       | Aufnahme | Gestorben     | Bild                                                           | Datenbank |
| --- | ------------------------------- | ------------- | ------------- | -------- | ------------- | -------------------------------------------------------------- | --------- |
| 255 | Johann Melchior Verdries        | Anaximenes I. | 26. Juni 1679 | 20. Okt. | 25. Juli 1735 | Johann Melchior Verdries                                       | 7039      |
| 256 | Sebastian Vorster               | Charikles I.  | Jan. 1666     | 26. Okt. | 20. März 1733 |                                                                | 7102      |
| 257 | Johann Burckhardt Mögling       | Leonides I.   | 1657          | 26. Okt. | 20. Apr. 1725 |                                                                | 5692      |
| 258 | Caspar Commelin                 | Mantias I.    | 1667          | 26. Okt. | 25. Dez. 1731 | Caspar Commelin.                                               | 2324      |
| 259 | Johann Leonhard Scherlin        | Thrasyas      |               | 26. Okt. |               |                                                                | 6425      |
| 260 | Johann Samuel Carl              | Asclepiodorus | 1676          | 26. Okt. | 13. Juni 1757 | Johann Samuel Carl, Stich von Gottfried August Gründler (1750) | 2258      |
| 261 | Johann Jakob Mayr von Mayenburg | Eudemus I.    | 13. Jan. 1665 | 1. Dez.  | 23. Nov. 1717 |                                                                | 5577      |

## Hinweis zu den Lebensdaten
In der Liste sind zunächst die Lebensdaten gemäß Archiv der Leopoldina aufgenommen. Diese beziehen sich auf die Angaben gem. Büchner (1755), Neigebaur (1860) und Ule (1889). Die Lebensdaten im Namensartikel können daher von den Lebensdaten in der Liste abweichen.